# Liste des députés de la 57e législature du Royaume-Uni

Cet article dresse la liste des députés élus à la Chambre des communes pour la 57e législature du Royaume-Uni. Ils sont choisis lors des élections générales britanniques du 8 juin 2017 dans 650 circonscriptions.

## Liste par circonscription

### Irlande du Nord
| Circonscription            | Député sortant     | Député sortant | Député sortant | Député élu           | Député élu | Député élu  | Majorité |
| Circonscription            | Nom                | Parti          | Parti          | Nom                  | Parti      | Parti       | Majorité |
| -------------------------- | ------------------ | -------------- | -------------- | -------------------- | ---------- | ----------- | -------- |
| Belfast East               | Gavin Robinson     |                | DUP            | Gavin Robinson       |            | DUP         |          |
| Belfast North              | Nigel Dodds        |                | DUP            | Nigel Dodds          |            | DUP         |          |
| Belfast South              | Alasdair McDonnell |                | SDLP           | Emma Little-Pengelly |            | DUP         |          |
| Belfast West               | Paul Maskey        |                | Sinn Féin      | Paul Maskey          |            | Sinn Féin   |          |
| East Antrim                | Sammy Wilson       |                | DUP            | Sammy Wilson         |            | DUP         |          |
| East Londonderry           | Gregory Campbell   |                | DUP            | Gregory Campbell     |            | DUP         |          |
| Fermanagh and South Tyrone | Tom Elliott        |                | UUP            | Michelle Gildernew   |            | Sinn Féin   |          |
| Foyle                      | Mark Durkan        |                | SDLP           | Elisha McCallion     |            | Sinn Féin   |          |
| Lagan Valley               | Jeffrey Donaldson  |                | DUP            | Jeffrey Donaldson    |            | DUP         |          |
| Mid Ulster                 | Francie Molloy     |                | Sinn Féin      | Francie Molloy       |            | Sinn Féin   |          |
| Newry and Armagh           | Mickey Brady       |                | Sinn Féin      | Mickey Brady         |            | Sinn Féin   |          |
| North Antrim               | Ian Paisley        |                | DUP            | Ian Paisley          |            | DUP         |          |
| North Down                 | Sylvia Hermon      |                | Indépendant    | Sylvia Hermon        |            | Indépendant |          |
| South Antrim               | Danny Kinahan      |                | UUP            | Paul Girvan          |            | DUP         |          |
| South Down                 | Margaret Ritchie   |                | SDLP           | Chris Hazzard        |            | Sinn Féin   |          |
| Strangford                 | Jim Shannon        |                | DUP            | Jim Shannon          |            | DUP         |          |
| Upper Bann                 | David Simpson      |                | DUP            | David Simpson        |            | DUP         |          |
| West Tyrone                | Patrick Doherty    |                | Sinn Féin      | Barry McElduff       |            | Sinn Féin   |          |

### Pays de Galles
| Circonscription                         | Député sortant      | Député sortant | Député sortant | Député élu          | Député élu | Député élu   | Majorité |
| Circonscription                         | Nom                 | Parti          | Parti          | Nom                 | Parti      | Parti        | Majorité |
| --------------------------------------- | ------------------- | -------------- | -------------- | ------------------- | ---------- | ------------ | -------- |
| Aberavon                                | Stephen Kinnock     |                | Travailliste   | Stephen Kinnock     |            | Travailliste |          |
| Aberconwy                               | Guto Bebb           |                | Conservateur   | Guto Bebb           |            | Conservateur |          |
| Alyn and Deeside                        | Mark Tami           |                | Travailliste   | Mark Tami           |            | Travailliste |          |
| Arfon                                   | Hywel Williams      |                | Plaid Cymru    | Hywel Williams      |            | Plaid Cymru  |          |
| Blaenau Gwent                           | Nick Smith          |                | Travailliste   | Nick Smith          |            | Travailliste |          |
| Brecon and Radnorshire                  | Chris Davies        |                | Conservateur   | Chris Davies        |            | Conservateur |          |
| Bridgend                                | Madeleine Moon      |                | Travailliste   | Madeleine Moon      |            | Travailliste |          |
| Caerphilly                              | Wayne David         |                | Travailliste   | Wayne David         |            | Travailliste |          |
| Cardiff Central                         | Jo Stevens          |                | Travailliste   | Jo Stevens          |            | Travailliste |          |
| Cardiff North                           | Craig Williams      |                | Conservateur   | Anna McMorrin       |            | Travailliste |          |
| Cardiff South and Penarth               | Stephen Doughty     |                | Travailliste   | Stephen Doughty     |            | Travailliste |          |
| Cardiff West                            | Kevin Brennan       |                | Travailliste   | Kevin Brennan       |            | Travailliste |          |
| Carmarthen East and Dinefwr             | Jonathan Edwards    |                | Plaid Cymru    | Jonathan Edwards    |            | Plaid Cymru  |          |
| Carmarthen West and South Pembrokeshire | Simon Hart          |                | Conservateur   | Simon Hart          |            | Conservateur |          |
| Ceredigion                              | Mark Williams       |                | LibDem         | Ben Lake            |            | Plaid Cymru  |          |
| Clwyd South                             | Susan Elan Jones    |                | Travailliste   | Susan Elan Jones    |            | Travailliste |          |
| Clwyd West                              | David Jones         |                | Conservateur   | David Jones         |            | Conservateur |          |
| Cynon Valley                            | Ann Clwyd           |                | Travailliste   | Ann Clwyd           |            | Travailliste |          |
| Delyn                                   | David Hanson        |                | Travailliste   | David Hanson        |            | Travailliste |          |
| Dwyfor Meirionnydd                      | Liz Saville Roberts |                | Plaid Cymru    | Liz Saville Roberts |            | Plaid Cymru  |          |
| Gower                                   | Byron Davies        |                | Conservateur   | Tonia Antoniazzi    |            | Travailliste |          |
| Islwyn                                  | Chris Evans         |                | Travailliste   | Chris Evans         |            | Travailliste |          |
| Llanelli                                | Nia Griffith        |                | Travailliste   | Nia Griffith        |            | Travailliste |          |
| Merthyr Tydfil and Rhymney              | Gerald Jones        |                | Travailliste   | Gerald Jones        |            | Travailliste |          |
| Monmouth                                | David Davies        |                | Conservateur   | David Davies        |            | Conservateur |          |
| Montgomeryshire                         | Glyn Davies         |                | Conservateur   | Glyn Davies         |            | Conservateur |          |
| Neath                                   | Christina Rees      |                | Travailliste   | Christina Rees      |            | Travailliste |          |
| Newport East                            | Jessica Morden      |                | Travailliste   | Jessica Morden      |            | Travailliste |          |
| Newport West                            | Paul Flynn          |                | Travailliste   | Paul Flynn          |            | Travailliste |          |
| Ogmore                                  | Chris Elmore        |                | Travailliste   | Chris Elmore        |            | Travailliste |          |
| Pontypridd                              | Owen Smith          |                | Travailliste   | Owen Smith          |            | Travailliste |          |
| Preseli Pembrokeshire                   | Stephen Crabb       |                | Conservateur   | Stephen Crabb       |            | Conservateur |          |
| Rhondda                                 | Chris Bryant        |                | Travailliste   | Chris Bryant        |            | Travailliste |          |
| Swansea East                            | Carolyn Harris      |                | Travailliste   | Carolyn Harris      |            | Travailliste |          |
| Swansea West                            | Geraint Davies      |                | Travailliste   | Geraint Davies      |            | Travailliste |          |
| Torfaen                                 | Nick Thomas-Symonds |                | Travailliste   | Nick Thomas-Symonds |            | Travailliste |          |
| Vale of Clwyd                           | James Davies        |                | Conservateur   | Chris Ruane         |            | Travailliste |          |
| Vale of Glamorgan                       | Alun Cairns         |                | Conservateur   | Alun Cairns         |            | Conservateur |          |
| Wrexham                                 | Ian Lucas           |                | Travailliste   | Ian Lucas           |            | Travailliste |          |
| Ynys Môn                                | Albert Owen         |                | Travailliste   | Albert Owen         |            | Travailliste |          |

### Écosse
| Circonscription                             | Député sortant         | Député sortant | Député sortant | Député élu             | Député élu | Député élu   | Majorité |
| Circonscription                             | Nom                    | Parti          | Parti          | Nom                    | Parti      | Parti        | Majorité |
| ------------------------------------------- | ---------------------- | -------------- | -------------- | ---------------------- | ---------- | ------------ | -------- |
| Aberdeen North                              | Kirsty Blackman        |                | SNP            | Kirsty Blackman        |            | SNP          |          |
| Aberdeen South                              | Callum McCaig          |                | SNP            | Ross Thomson           |            | Conservateur |          |
| Airdrie and Shotts                          | Neil Gray              |                | SNP            | Neil Gray              |            | SNP          |          |
| Angus                                       | Mike Weir              |                | SNP            | Kirstene Hair          |            | Conservateur |          |
| Argyll and Bute                             | Brendan O'Hara         |                | SNP            | Brendan O'Hara         |            | SNP          |          |
| Ayr, Carrick and Cumnock                    | Corri Wilson           |                | SNP            | Bill Grant             |            | Conservateur |          |
| Banff and Buchan                            | Eilidh Whiteford       |                | SNP            | David Duguid           |            | Conservateur |          |
| Berwickshire, Roxburgh and Selkirk          | Calum Kerr             |                | SNP            | John Lamont            |            | Conservateur |          |
| Caithness, Sutherland and Easter Ross       | Paul Monaghan          |                | SNP            | Jamie Stone            |            | LibDem       |          |
| Central Ayrshire                            | Philippa Whitford      |                | SNP            | Philippa Whitford      |            | SNP          |          |
| Coatbridge, Chryston and Bellshill          | Phil Boswell           |                | SNP            | Hugh Gaffney           |            | Travailliste |          |
| Cumbernauld, Kilsyth and Kirkintilloch East | Stuart McDonald        |                | SNP            | Stuart McDonald        |            | SNP          |          |
| Dumfries and Galloway                       | Richard Arkless        |                | SNP            | Alister Jack           |            | Conservateur |          |
| Dumfriesshire, Clydesdale and Tweeddale     | David Mundell          |                | Conservateur   | David Mundell          |            | Conservateur |          |
| Dundee East                                 | Stewart Hosie          |                | SNP            | Stewart Hosie          |            | SNP          |          |
| Dundee West                                 | Chris Law              |                | SNP            | Chris Law              |            | SNP          |          |
| Dunfermline and West Fife                   | Douglas Chapman        |                | SNP            | Douglas Chapman        |            | SNP          |          |
| East Dunbartonshire                         | John Nicolson          |                | SNP            | Jo Swinson             |            | LibDem       |          |
| East Kilbride, Strathaven and Lesmahagow    | Lisa Cameron           |                | SNP            | Lisa Cameron           |            | SNP          |          |
| East Lothian                                | George Kerevan         |                | SNP            | Martin Whitfield       |            | Travailliste |          |
| East Renfrewshire                           | Kirsten Oswald         |                | SNP            | Paul Masterton         |            | Conservateur |          |
| Edinburgh East                              | Tommy Sheppard         |                | SNP            | Tommy Sheppard         |            | SNP          |          |
| Edinburgh North and Leith                   | Deidre Brock           |                | SNP            | Deidre Brock           |            | SNP          |          |
| Edinburgh South                             | Ian Murray             |                | Travailliste   | Ian Murray             |            | Travailliste |          |
| Edinburgh South West                        | Joanna Cherry          |                | SNP            | Joanna Cherry          |            | SNP          |          |
| Edinburgh West                              | Michelle Thomson       |                | Indépendant    | Christine Jardine      |            | LibDem       |          |
| Falkirk                                     | John McNally           |                | SNP            | John McNally           |            | SNP          |          |
| Glasgow Central                             | Alison Thewliss        |                | SNP            | Alison Thewliss        |            | SNP          |          |
| Glasgow East                                | Natalie McGarry        |                | Indépendant    | David Linden           |            | SNP          |          |
| Glasgow North                               | Patrick Grady          |                | SNP            | Patrick Grady          |            | SNP          |          |
| Glasgow North East                          | Anne McLaughlin        |                | SNP            | Paul Sweeney           |            | Travailliste |          |
| Glasgow North West                          | Carol Monaghan         |                | SNP            | Carol Monaghan         |            | SNP          |          |
| Glasgow South                               | Stuart McDonald        |                | SNP            | Stuart McDonald        |            | SNP          |          |
| Glasgow South West                          | Chris Stephens         |                | SNP            | Chris Stephens         |            | SNP          |          |
| Glenrothes                                  | Peter Grant            |                | SNP            | Peter Grant            |            | SNP          |          |
| Gordon                                      | Alex Salmond           |                | SNP            | Colin Clark            |            | Conservateur |          |
| Inverclyde                                  | Ronnie Cowan           |                | SNP            | Ronnie Cowan           |            | SNP          |          |
| Inverness, Nairn, Badenoch and Strathspey   | Drew Hendry            |                | SNP            | Drew Hendry            |            | SNP          |          |
| Kilmarnock and Loudoun                      | Alan Brown             |                | SNP            | Alan Brown             |            | SNP          |          |
| Kirkcaldy and Cowdenbeath                   | Roger Mullin           |                | SNP            | Lesley Laird           |            | Travailliste |          |
| Lanark and Hamilton East                    | Angela Crawley         |                | SNP            | Angela Crawley         |            | SNP          |          |
| Linlithgow and East Falkirk                 | Martyn Day             |                | SNP            | Martyn Day             |            | SNP          |          |
| Livingston                                  | Hannah Bardell         |                | SNP            | Hannah Bardell         |            | SNP          |          |
| Midlothian                                  | Owen Thompson          |                | SNP            | Danielle Rowley        |            | Travailliste |          |
| Moray                                       | Angus Robertson        |                | SNP            | Douglas Ross           |            | Conservateur |          |
| Motherwell and Wishaw                       | Marion Fellows         |                | SNP            | Marion Fellows         |            | SNP          |          |
| Na h-Eileanan an Iar                        | Angus MacNeil          |                | SNP            | Angus MacNeil          |            | SNP          |          |
| North Ayrshire and Arran                    | Patricia Gibson        |                | SNP            | Patricia Gibson        |            | SNP          |          |
| North East Fife                             | Stephen Gethins        |                | SNP            | Stephen Gethins        |            | SNP          |          |
| Ochil and South Perthshire                  | Tasmina Ahmed-Sheikh   |                | SNP            | Luke Graham            |            | Conservateur |          |
| Orkney and Shetland                         | Alistair Carmichael    |                | LibDem         | Alistair Carmichael    |            | LibDem       |          |
| Paisley and Renfrewshire North              | Gavin Newlands         |                | SNP            | Gavin Newlands         |            | SNP          |          |
| Paisley and Renfrewshire South              | Mhairi Black           |                | SNP            | Mhairi Black           |            | SNP          |          |
| Perth and North Perthshire                  | Pete Wishart           |                | SNP            | Pete Wishart           |            | SNP          |          |
| Ross, Skye and Lochaber                     | Ian Blackford          |                | SNP            | Ian Blackford          |            | SNP          |          |
| Rutherglen and Hamilton West                | Margaret Ferrier       |                | SNP            | Ged Killen             |            | Travailliste |          |
| Stirling                                    | Steven Paterson        |                | SNP            | Stephen Kerr           |            | Conservateur |          |
| West Aberdeenshire and Kincardine           | Stuart Blair Donaldson |                | SNP            | Andrew Bowie           |            | Conservateur |          |
| West Dunbartonshire                         | Martin Docherty-Hughes |                | SNP            | Martin Docherty-Hughes |            | SNP          |          |

### Angleterre

#### Est
| Circonscription                   | Député sortant     | Député sortant | Député sortant | Député élu         | Député élu | Député élu   | Majorité |
| Circonscription                   | Nom                | Parti          | Parti          | Nom                | Parti      | Parti        | Majorité |
| --------------------------------- | ------------------ | -------------- | -------------- | ------------------ | ---------- | ------------ | -------- |
| Basildon and Billericay           | John Baron         |                | Conservateur   | John Baron         |            | Conservateur |          |
| Bedford                           | Richard Fuller     |                | Conservateur   | Mohammad Yasin     |            | Travailliste |          |
| Braintree                         | James Cleverly     |                | Conservateur   | James Cleverly     |            | Conservateur |          |
| Brentwood and Ongar               | Eric Pickles       |                | Conservateur   | Alex Burghart      |            | Conservateur |          |
| Broadland                         | Keith Simpson      |                | Conservateur   | Keith Simpson      |            | Conservateur |          |
| Broxbourne                        | Charles Walker     |                | Conservateur   | Charles Walker     |            | Conservateur |          |
| Bury St Edmunds                   | Jo Churchill       |                | Conservateur   | Jo Churchill       |            | Conservateur |          |
| Cambridge                         | Daniel Zeichner    |                | Travailliste   | Daniel Zeichner    |            | Travailliste |          |
| Castle Point                      | Rebecca Harris     |                | Conservateur   | Rebecca Harris     |            | Conservateur |          |
| Central Suffolk and North Ipswich | Dan Poulter        |                | Conservateur   | Dan Poulter        |            | Conservateur |          |
| Chelmsford                        | Simon Burns        |                | Conservateur   | Vicky Ford         |            | Conservateur |          |
| Clacton                           | Douglas Carswell   |                | UKIP           | Giles Watling      |            | Conservateur |          |
| Colchester                        | Will Quince        |                | Conservateur   | Will Quince        |            | Conservateur |          |
| Epping Forest                     | Eleanor Laing      |                | Conservateur   | Eleanor Laing      |            | Conservateur |          |
| Great Yarmouth                    | Brandon Lewis      |                | Conservateur   | Brandon Lewis      |            | Conservateur |          |
| Harlow                            | Robert Halfon      |                | Conservateur   | Robert Halfon      |            | Conservateur |          |
| Harwich and North Essex           | Bernard Jenkin     |                | Conservateur   | Bernard Jenkin     |            | Conservateur |          |
| Hemel Hempstead                   | Mike Penning       |                | Conservateur   | Mike Penning       |            | Conservateur |          |
| Hertford and Stortford            | Mark Prisk         |                | Conservateur   | Mark Prisk         |            | Conservateur |          |
| Hertsmere                         | Oliver Dowden      |                | Conservateur   | Oliver Dowden      |            | Conservateur |          |
| Hitchin and Harpenden             | Peter Lilley       |                | Conservateur   | Bim Afolami        |            | Conservateur |          |
| Huntingdon                        | Jonathan Djanogly  |                | Conservateur   | Jonathan Djanogly  |            | Conservateur |          |
| Ipswich                           | Ben Gummer         |                | Conservateur   | Sandy Martin       |            | Travailliste |          |
| Luton North                       | Kelvin Hopkins     |                | Travailliste   | Kelvin Hopkins     |            | Travailliste |          |
| Luton South                       | Gavin Shuker       |                | Travailliste   | Gavin Shuker       |            | Travailliste |          |
| Maldon                            | John Whittingdale  |                | Conservateur   | John Whittingdale  |            | Conservateur |          |
| Mid Bedfordshire                  | Nadine Dorries     |                | Conservateur   | Nadine Dorries     |            | Conservateur |          |
| Mid Norfolk                       | George Freeman     |                | Conservateur   | George Freeman     |            | Conservateur |          |
| North East Bedfordshire           | Alistair Burt      |                | Conservateur   | Alistair Burt      |            | Conservateur |          |
| North East Cambridgeshire         | Stephen Barclay    |                | Conservateur   | Stephen Barclay    |            | Conservateur |          |
| North East Hertfordshire          | Oliver Heald       |                | Conservateur   | Oliver Heald       |            | Conservateur |          |
| North Norfolk                     | Norman Lamb        |                | LibDem         | Norman Lamb        |            | LibDem       |          |
| North West Cambridgeshire         | Shailesh Vara      |                | Conservateur   | Shailesh Vara      |            | Conservateur |          |
| North West Norfolk                | Henry Bellingham   |                | Conservateur   | Henry Bellingham   |            | Conservateur |          |
| Norwich North                     | Chloe Smith        |                | Conservateur   | Chloe Smith        |            | Conservateur |          |
| Norwich South                     | Clive Lewis        |                | Travailliste   | Clive Lewis        |            | Travailliste |          |
| Peterborough                      | Stewart Jackson    |                | Conservateur   | Fiona Onasanya     |            | Travailliste |          |
| Rayleigh and Wickford             | Mark Francois      |                | Conservateur   | Mark Francois      |            | Conservateur |          |
| Rochford and Southend East        | James Duddridge    |                | Conservateur   | James Duddridge    |            | Conservateur |          |
| Saffron Walden                    | Alan Haselhurst    |                | Conservateur   | Kemi Badenoch      |            | Conservateur |          |
| South Basildon and East Thurrock  | Stephen Metcalfe   |                | Conservateur   | Stephen Metcalfe   |            | Conservateur |          |
| South Cambridgeshire              | Heidi Allen        |                | Conservateur   | Heidi Allen        |            | Conservateur |          |
| South East Cambridgeshire         | Lucy Frazer        |                | Conservateur   | Lucy Frazer        |            | Conservateur |          |
| South Norfolk                     | Richard Bacon      |                | Conservateur   | Richard Bacon      |            | Conservateur |          |
| South Suffolk                     | James Cartlidge    |                | Conservateur   | James Cartlidge    |            | Conservateur |          |
| South West Bedfordshire           | Andrew Selous      |                | Conservateur   | Andrew Selous      |            | Conservateur |          |
| South West Hertfordshire          | David Gauke        |                | Conservateur   | David Gauke        |            | Conservateur |          |
| South West Norfolk                | Elizabeth Truss    |                | Conservateur   | Elizabeth Truss    |            | Conservateur |          |
| Southend West                     | David Amess        |                | Conservateur   | David Amess        |            | Conservateur |          |
| St Albans                         | Anne Main          |                | Conservateur   | Anne Main          |            | Conservateur |          |
| Stevenage                         | Stephen McPartland |                | Conservateur   | Stephen McPartland |            | Conservateur |          |
| Suffolk Coastal                   | Thérèse Coffey     |                | Conservateur   | Thérèse Coffey     |            | Conservateur |          |
| Thurrock                          | Jackie Doyle-Price |                | Conservateur   | Jackie Doyle-Price |            | Conservateur |          |
| Watford                           | Richard Harrington |                | Conservateur   | Richard Harrington |            | Conservateur |          |
| Waveney                           | Peter Aldous       |                | Conservateur   | Peter Aldous       |            | Conservateur |          |
| Welwyn Hatfield                   | Grant Shapps       |                | Conservateur   | Grant Shapps       |            | Conservateur |          |
| West Suffolk                      | Matt Hancock       |                | Conservateur   | Matt Hancock       |            | Conservateur |          |
| Witham                            | Priti Patel        |                | Conservateur   | Priti Patel        |            | Conservateur |          |

#### Londres
| Circonscription                   | Député sortant    | Député sortant | Député sortant | Député élu          | Député élu | Député élu   | Majorité |
| Circonscription                   | Nom               | Parti          | Parti          | Nom                 | Parti      | Parti        | Majorité |
| --------------------------------- | ----------------- | -------------- | -------------- | ------------------- | ---------- | ------------ | -------- |
| Barking                           | Margaret Hodge    |                | Travailliste   | Margaret Hodge      |            | Travailliste |          |
| Battersea                         | Jane Ellison      |                | Conservateur   | Marsha de Cordova   |            | Travailliste |          |
| Beckenham                         | Bob Stewart       |                | Conservateur   | Bob Stewart         |            | Conservateur |          |
| Bermondsey and Old Southwark      | Neil Coyle        |                | Travailliste   | Neil Coyle          |            | Travailliste |          |
| Bethnal Green and Bow             | Rushanara Ali     |                | Travailliste   | Rushanara Ali       |            | Travailliste |          |
| Bexleyheath and Crayford          | David Evennett    |                | Conservateur   | David Evennett      |            | Conservateur |          |
| Brent Central                     | Dawn Butler       |                | Travailliste   | Dawn Butler         |            | Travailliste |          |
| Brent North                       | Barry Gardiner    |                | Travailliste   | Barry Gardiner      |            | Travailliste |          |
| Brentford and Isleworth           | Ruth Cadbury      |                | Travailliste   | Ruth Cadbury        |            | Travailliste |          |
| Bromley and Chislehurst           | Robert Neill      |                | Conservateur   | Robert Neill        |            | Conservateur |          |
| Camberwell and Peckham            | Harriet Harman    |                | Travailliste   | Harriet Harman      |            | Travailliste |          |
| Carshalton and Wallington         | Tom Brake         |                | LibDem         | Tom Brake           |            | LibDem       |          |
| Chelsea and Fulham                | Greg Hands        |                | Conservateur   | Greg Hands          |            | Conservateur |          |
| Chingford and Woodford Green      | Iain Duncan Smith |                | Conservateur   | Iain Duncan Smith   |            | Conservateur |          |
| Chipping Barnet                   | Theresa Villiers  |                | Conservateur   | Theresa Villiers    |            | Conservateur |          |
| Cities of London and Westminster  | Mark Field        |                | Conservateur   | Mark Field          |            | Conservateur |          |
| Croydon Central                   | Gavin Barwell     |                | Conservateur   | Sarah Jones         |            | Travailliste |          |
| Croydon North                     | Steve Reed        |                | Travailliste   | Steve Reed          |            | Travailliste |          |
| Croydon South                     | Chris Philp       |                | Conservateur   | Chris Philp         |            | Conservateur |          |
| Dagenham and Rainham              | Jon Cruddas       |                | Travailliste   | Jon Cruddas         |            | Travailliste |          |
| Dulwich and West Norwood          | Helen Hayes       |                | Travailliste   | Helen Hayes         |            | Travailliste |          |
| Ealing Central and Acton          | Rupa Huq          |                | Travailliste   | Rupa Huq            |            | Travailliste |          |
| Ealing North                      | Stephen Pound     |                | Travailliste   | Stephen Pound       |            | Travailliste |          |
| Ealing, Southall                  | Virendra Sharma   |                | Travailliste   | Virendra Sharma     |            | Travailliste |          |
| East Ham                          | Stephen Timms     |                | Travailliste   | Stephen Timms       |            | Travailliste |          |
| Edmonton                          | Kate Osamor       |                | Travailliste   | Kate Osamor         |            | Travailliste |          |
| Eltham                            | Clive Efford      |                | Travailliste   | Clive Efford        |            | Travailliste |          |
| Enfield North                     | Joan Ryan         |                | Travailliste   | Joan Ryan           |            | Travailliste |          |
| Enfield, Southgate                | David Burrowes    |                | Conservateur   | Bambos Charalambous |            | Travailliste |          |
| Erith and Thamesmead              | Teresa Pearce     |                | Travailliste   | Teresa Pearce       |            | Travailliste |          |
| Feltham and Heston                | Seema Malhotra    |                | Travailliste   | Seema Malhotra      |            | Travailliste |          |
| Finchley and Golders Green        | Mike Freer        |                | Conservateur   | Mike Freer          |            | Conservateur |          |
| Greenwich and Woolwich            | Matthew Pennycook |                | Travailliste   | Matthew Pennycook   |            | Travailliste |          |
| Hackney North and Stoke Newington | Diane Abbott      |                | Travailliste   | Diane Abbott        |            | Travailliste |          |
| Hackney South and Shoreditch      | Meg Hillier       |                | Travailliste   | Meg Hillier         |            | Travailliste |          |
| Hammersmith                       | Andy Slaughter    |                | Travailliste   | Andy Slaughter      |            | Travailliste |          |
| Hampstead and Kilburn             | Tulip Siddiq      |                | Travailliste   | Tulip Siddiq        |            | Travailliste |          |
| Harrow East                       | Bob Blackman      |                | Conservateur   | Bob Blackman        |            | Conservateur |          |
| Harrow West                       | Gareth Thomas     |                | Travailliste   | Gareth Thomas       |            | Travailliste |          |
| Hayes and Harlington              | John McDonnell    |                | Travailliste   | John McDonnell      |            | Travailliste |          |
| Hendon                            | Matthew Offord    |                | Conservateur   | Matthew Offord      |            | Conservateur |          |
| Holborn and St Pancras            | Keir Starmer      |                | Travailliste   | Keir Starmer        |            | Travailliste |          |
| Hornchurch and Upminster          | Angela Watkinson  |                | Conservateur   | Julia Lopez         |            | Conservateur |          |
| Hornsey and Wood Green            | Catherine West    |                | Travailliste   | Catherine West      |            | Travailliste |          |
| Ilford North                      | Wes Streeting     |                | Travailliste   | Wes Streeting       |            | Travailliste |          |
| Ilford South                      | Mike Gapes        |                | Travailliste   | Mike Gapes          |            | Travailliste |          |
| Islington North                   | Jeremy Corbyn     |                | Travailliste   | Jeremy Corbyn       |            | Travailliste |          |
| Islington South and Finsbury      | Emily Thornberry  |                | Travailliste   | Emily Thornberry    |            | Travailliste |          |
| Kensington                        | Victoria Borwick  |                | Conservateur   | Emma Dent Coad      |            | Travailliste |          |
| Kingston and Surbiton             | James Berry       |                | Conservateur   | Ed Davey            |            | LibDem       |          |
| Lewisham East                     | Heidi Alexander   |                | Travailliste   | Heidi Alexander     |            | Travailliste |          |
| Lewisham West and Penge           | Jim Dowd          |                | Travailliste   | Ellie Reeves        |            | Travailliste |          |
| Lewisham, Deptford                | Vicky Foxcroft    |                | Travailliste   | Vicky Foxcroft      |            | Travailliste |          |
| Leyton and Wanstead               | John Cryer        |                | Travailliste   | John Cryer          |            | Travailliste |          |
| Mircham and Morden                | Siobhain McDonagh |                | Travailliste   | Siobhain McDonagh   |            | Travailliste |          |
| Old Bexley and Sidcup             | James Brokenshire |                | Conservateur   | James Brokenshire   |            | Conservateur |          |
| Orpington                         | Jo Johnson        |                | Conservateur   | Jo Johnson          |            | Conservateur |          |
| Poplar and Limehouse              | Jim Fitzpatrick   |                | Travailliste   | Jim Fitzpatrick     |            | Travailliste |          |
| Putney                            | Justine Greening  |                | Conservateur   | Justine Greening    |            | Conservateur |          |
| Richmond Park                     | Sarah Olney       |                | LibDem         | Zac Goldsmith       |            | Conservateur |          |
| Romford                           | Andrew Rosindell  |                | Conservateur   | Andrew Rosindell    |            | Conservateur |          |
| Ruislip, Northwood and Pinner     | Nick Hurd         |                | Conservateur   | Nick Hurd           |            | Conservateur |          |
| Streatham                         | Chuka Umunna      |                | Travailliste   | Chuka Umunna        |            | Travailliste |          |
| Sutton and Cheam                  | Paul Scully       |                | Conservateur   | Paul Scully         |            | Conservateur |          |
| Tooting                           | Rosena Allin-Khan |                | Travailliste   | Rosena Allin-Khan   |            | Travailliste |          |
| Tottenham                         | David Lammy       |                | Travailliste   | David Lammy         |            | Travailliste |          |
| Twickenham                        | Tania Mathias     |                | Conservateur   | Vince Cable         |            | LibDem       |          |
| Uxbridge and South Ruislip        | Boris Johnson     |                | Conservateur   | Boris Johnson       |            | Conservateur |          |
| Vauxhall                          | Kate Hoey         |                | Travailliste   | Kate Hoey           |            | Travailliste |          |
| Walthamstow                       | Stella Creasy     |                | Travailliste   | Stella Creasy       |            | Travailliste |          |
| West Ham                          | Lyn Brown         |                | Travailliste   | Lyn Brown           |            | Travailliste |          |
| Westminster North                 | Karen Buck        |                | Travailliste   | Karen Buck          |            | Travailliste |          |
| Wimbledon                         | Stephen Hammond   |                | Conservateur   | Stephen Hammond     |            | Conservateur |          |

#### Midlands de l'Est
| Circonscription                | Député sortant      | Député sortant | Député sortant | Député élu          | Député élu | Député élu   | Majorité |
| Circonscription                | Nom                 | Parti          | Parti          | Nom                 | Parti      | Parti        | Majorité |
| ------------------------------ | ------------------- | -------------- | -------------- | ------------------- | ---------- | ------------ | -------- |
| Amber Valley                   | Nigel Mills         |                | Conservateur   | Nigel Mills         |            | Conservateur |          |
| Ashfield                       | Gloria De Piero     |                | Travailliste   | Gloria De Piero     |            | Travailliste |          |
| Bassetlaw                      | John Mann           |                | Travailliste   | John Mann           |            | Travailliste |          |
| Bolsover                       | Dennis Skinner      |                | Travailliste   | Dennis Skinner      |            | Travailliste |          |
| Boston and Skegness            | Matt Warman         |                | Conservateur   | Matt Warman         |            | Conservateur |          |
| Bosworth                       | David Tredinnick    |                | Conservateur   | David Tredinnick    |            | Conservateur |          |
| Broxtowe                       | Anna Soubry         |                | Conservateur   | Anna Soubry         |            | Conservateur |          |
| Charnwood                      | Edward Argar        |                | Conservateur   | Edward Argar        |            | Conservateur |          |
| Chesterfield                   | Toby Perkins        |                | Travailliste   | Toby Perkins        |            | Travailliste |          |
| Corby                          | Tom Pursglove       |                | Conservateur   | Tom Pursglove       |            | Conservateur |          |
| Daventry                       | Chris Heaton-Harris |                | Conservateur   | Chris Heaton-Harris |            | Conservateur |          |
| Derby North                    | Amanda Solloway     |                | Conservateur   | Chris Williamson    |            | Travailliste |          |
| Derby South                    | Margaret Beckett    |                | Travailliste   | Margaret Beckett    |            | Travailliste |          |
| Derbyshire Dales               | Patrick McLoughlin  |                | Conservateur   | Patrick McLoughlin  |            | Conservateur |          |
| Erewash                        | Maggie Throup       |                | Conservateur   | Maggie Throup       |            | Conservateur |          |
| Gainsborough                   | Edward Leigh        |                | Conservateur   | Edward Leigh        |            | Conservateur |          |
| Gedling                        | Vernon Coaker       |                | Travailliste   | Vernon Coaker       |            | Travailliste |          |
| Grantham and Stamford          | Nick Boles          |                | Conservateur   | Nick Boles          |            | Conservateur |          |
| Harborough                     | Edward Garnier      |                | Conservateur   | Neil O'Brien        |            | Conservateur |          |
| High Peak                      | Andrew Bingham      |                | Conservateur   | Ruth George         |            | Travailliste |          |
| Keterring                      | Philip Hollobone    |                | Conservateur   | Philip Hollobone    |            | Conservateur |          |
| Leicester East                 | Keith Vaz           |                | Travailliste   | Keith Vaz           |            | Travailliste |          |
| Leicester South                | Jonathan Ashworth   |                | Travailliste   | Jonathan Ashworth   |            | Travailliste |          |
| Leicester West                 | Liz Kendall         |                | Travailliste   | Liz Kendall         |            | Travailliste |          |
| Lincoln                        | Karl McCartney      |                | Conservateur   | Karen Lee           |            | Travailliste |          |
| Loughborough                   | Nicky Morgan        |                | Conservateur   | Nicky Morgan        |            | Conservateur |          |
| Louth and Horncastle           | Victoria Atkins     |                | Conservateur   | Victoria Atkins     |            | Conservateur |          |
| Mansfield                      | Alan Meale          |                | Travailliste   | Ben Bradley         |            | Conservateur |          |
| Mid Derbyshire                 | Pauline Latham      |                | Conservateur   | Pauline Latham      |            | Conservateur |          |
| Newark                         | Robert Jenrick      |                | Conservateur   | Robert Jenrick      |            | Conservateur |          |
| North East Derbyshire          | Natascha Engel      |                | Travailliste   | Lee Rowley          |            | Conservateur |          |
| North West Leicestershire      | Andrew Bridgen      |                | Conservateur   | Andrew Bridgen      |            | Conservateur |          |
| Northampton North              | Michael Ellis       |                | Conservateur   | Michael Ellis       |            | Conservateur |          |
| Northampton South              | David Mackintosh    |                | Conservateur   | Andrew Lewer        |            | Conservateur |          |
| Nottingham East                | Chris Leslie        |                | Travailliste   | Chris Leslie        |            | Travailliste |          |
| Nottingham North               | Graham Allen        |                | Travailliste   | Alex Norris         |            | Travailliste |          |
| Nottingham South               | Lilian Greenwood    |                | Travailliste   | Lilian Greenwood    |            | Travailliste |          |
| Rushcliffe                     | Kenneth Clarke      |                | Conservateur   | Kenneth Clarke      |            | Conservateur |          |
| Rutland and Melton             | Alan Duncan         |                | Conservateur   | Alan Duncan         |            | Conservateur |          |
| Sherwood                       | Mark Spencer        |                | Conservateur   | Mark Spencer        |            | Conservateur |          |
| Sleaford and North Hykeham     | Caroline Johnson    |                | Conservateur   | Caroline Johnson    |            | Conservateur |          |
| South Derbyshire               | Heather Wheeler     |                | Conservateur   | Heather Wheeler     |            | Conservateur |          |
| South Holland and The Deepings | John Hayes          |                | Conservateur   | John Hayes          |            | Conservateur |          |
| South Leicestershire           | Alberto Costa       |                | Conservateur   | Alberto Costa       |            | Conservateur |          |
| South Northamptonshire         | Andrea Leadsom      |                | Conservateur   | Andrea Leadsom      |            | Conservateur |          |
| Wellingborough                 | Peter Bone          |                | Conservateur   | Peter Bone          |            | Conservateur |          |

#### Midlands de l'Ouest
| Circonscription                  | Député sortant      | Député sortant | Député sortant | Député élu          | Député élu | Député élu   | Majorité |
| Circonscription                  | Nom                 | Parti          | Parti          | Nom                 | Parti      | Parti        | Majorité |
| -------------------------------- | ------------------- | -------------- | -------------- | ------------------- | ---------- | ------------ | -------- |
| Aldridge Brownhills              | Wendy Morton        |                | Conservateur   | Wendy Morton        |            | Conservateur |          |
| Birmingham, Edgbaston            | Gisela Stuart       |                | Travailliste   | Preet Gill          |            | Travailliste |          |
| Birmingham, Erdington            | Jack Dromey         |                | Travailliste   | Jack Dromey         |            | Travailliste |          |
| Birmingham, Hall Green           | Roger Godsiff       |                | Travailliste   | Roger Godsiff       |            | Travailliste |          |
| Birmingham, Hodge Hill           | Liam Byrne          |                | Travailliste   | Liam Byrne          |            | Travailliste |          |
| Birmingham, Ladywood             | Shabana Mahmood     |                | Travailliste   | Shabana Mahmood     |            | Travailliste |          |
| Birmingham, Northfield           | Richard Burden      |                | Travailliste   | Richard Burden      |            | Travailliste |          |
| Birmingham, Perry Barr           | Khalid Mahmood      |                | Travailliste   | Khalid Mahmood      |            | Travailliste |          |
| Birmingham, Selly Oak            | Steve McCabe        |                | Travailliste   | Steve McCabe        |            | Travailliste |          |
| Birmingham, Yardley              | Jess Phillips       |                | Travailliste   | Jess Phillips       |            | Travailliste |          |
| Bromsgrove                       | Sajid Javid         |                | Conservateur   | Sajid Javid         |            | Conservateur |          |
| Burton                           | Andrew Griffiths    |                | Conservateur   | Andrew Griffiths    |            | Conservateur |          |
| Cannock Chase                    | Amanda Milling      |                | Conservateur   | Amanda Milling      |            | Conservateur |          |
| Coventry North East              | Colleen Fletcher    |                | Travailliste   | Colleen Fletcher    |            | Travailliste |          |
| Coventry North West              | Geoffrey Robinson   |                | Travailliste   | Geoffrey Robinson   |            | Travailliste |          |
| Coventry South                   | Jim Cunningham      |                | Travailliste   | Jim Cunningham      |            | Travailliste |          |
| Dudley North                     | Ian Austin          |                | Travailliste   | Ian Austin          |            | Travailliste |          |
| Dudley South                     | Mike Wood           |                | Conservateur   | Mike Wood           |            | Conservateur |          |
| Halesowen and Rowley Regis       | James Morris        |                | Conservateur   | James Morris        |            | Conservateur |          |
| Hereford and South Herefordshire | Jesse Norman        |                | Conservateur   | Jesse Norman        |            | Conservateur |          |
| Kenilworth and Southam           | Jeremy Wright       |                | Conservateur   | Jeremy Wright       |            | Conservateur |          |
| Lichfield                        | Michael Fabricant   |                | Conservateur   | Michael Fabricant   |            | Conservateur |          |
| Ludlow                           | Philip Dunne        |                | Conservateur   | Philip Dunne        |            | Conservateur |          |
| Meriden                          | Caroline Spelman    |                | Conservateur   | Caroline Spelman    |            | Conservateur |          |
| Mid Worcestershire               | Nigel Huddleston    |                | Conservateur   | Nigel Huddleston    |            | Conservateur |          |
| Newcastle-under-Lyme             | Paul Farrelly       |                | Travailliste   | Paul Farrelly       |            | Travailliste |          |
| North Herefordshire              | Bill Wiggin         |                | Conservateur   | Bill Wiggin         |            | Conservateur |          |
| North Shropshire                 | Owen Paterson       |                | Conservateur   | Owen Paterson       |            | Conservateur |          |
| North Warwickshire               | Craig Tracey        |                | Conservateur   | Craig Tracey        |            | Conservateur |          |
| Nuneaton                         | Marcus Jones        |                | Conservateur   | Marcus Jones        |            | Conservateur |          |
| Redditch                         | Karen Lumley        |                | Conservateur   | Rachel Maclean      |            | Conservateur |          |
| Rugby                            | Mark Pawsey         |                | Conservateur   | Mark Pawsey         |            | Conservateur |          |
| Shrewbury and Atcham             | Daniel Kawczynski   |                | Conservateur   | Daniel Kawczynski   |            | Conservateur |          |
| Solihull                         | Julian Knight       |                | Conservateur   | Julian Knight       |            | Conservateur |          |
| South Stafforshire               | Gavin Williamson    |                | Conservateur   | Gavin Williamson    |            | Conservateur |          |
| Stafford                         | Jeremy Lefroy       |                | Conservateur   | Jeremy Lefroy       |            | Conservateur |          |
| Staffordshire Moorlands          | Karen Bradley       |                | Conservateur   | Karen Bradley       |            | Conservateur |          |
| Stoke-on-Trent Central           | Gareth Snell        |                | Travailliste   | Gareth Snell        |            | Travailliste |          |
| Stoke-on-Trent North             | Ruth Smeeth         |                | Travailliste   | Ruth Smeeth         |            | Travailliste |          |
| Stoke-on-Trent South             | Robert Flello       |                | Travailliste   | Jack Brereton       |            | Conservateur |          |
| Stone                            | Bill Cash           |                | Conservateur   | Bill Cash           |            | Conservateur |          |
| Stourbridge                      | Margot James        |                | Conservateur   | Margot James        |            | Conservateur |          |
| Stratford-on-Avon                | Nadhim Zahawi       |                | Conservateur   | Nadhim Zahawi       |            | Conservateur |          |
| Sutton Coldfield                 | Andrew Mitchell     |                | Conservateur   | Andrew Mitchell     |            | Conservateur |          |
| Tamworth                         | Christopher Pincher |                | Conservateur   | Christopher Pincher |            | Conservateur |          |
| Telford                          | Lucy Allan          |                | Conservateur   | Lucy Allan          |            | Conservateur |          |
| Walsall North                    | David Winnick       |                | Travailliste   | Eddie Hughes        |            | Conservateur |          |
| Walsall South                    | Valerie Vaz         |                | Travailliste   | Valerie Vaz         |            | Travailliste |          |
| Warley                           | John Spellar        |                | Travailliste   | John Spellar        |            | Travailliste |          |
| Warwick and Leamington           | Chris White         |                | Conservateur   | Matt Western        |            | Travailliste |          |
| West Bromwich East               | Tom Watson          |                | Travailliste   | Tom Watson          |            | Travailliste |          |
| West Bromwich West               | Adrian Bailey       |                | Travailliste   | Adrian Bailey       |            | Travailliste |          |
| West Worcestershire              | Harriett Baldwin    |                | Conservateur   | Harriett Baldwin    |            | Conservateur |          |
| Wolverhampton North East         | Emma Reynolds       |                | Travailliste   | Emma Reynolds       |            | Travailliste |          |
| Wolverhampton South East         | Pat McFadden        |                | Travailliste   | Pat McFadden        |            | Travailliste |          |
| Wolverhampton South West         | Rob Marris          |                | Travailliste   | Eleanor Smith       |            | Travailliste |          |
| Worcester                        | Robin Walker        |                | Conservateur   | Robin Walker        |            | Conservateur |          |
| The Wrekin                       | Mark Pritchard      |                | Conservateur   | Mark Pritchard      |            | Conservateur |          |
| Wyre Forest                      | Mark Garnier        |                | Conservateur   | Mark Garnier        |            | Conservateur |          |

#### Nord-Est
| Circonscription                        | Député sortant         | Député sortant | Député sortant | Député élu             | Député élu | Député élu   | Majorité |
| Circonscription                        | Nom                    | Parti          | Parti          | Nom                    | Parti      | Parti        | Majorité |
| -------------------------------------- | ---------------------- | -------------- | -------------- | ---------------------- | ---------- | ------------ | -------- |
| Berwick-upon-Tweed                     | Anne-Marie Trevelyan   |                | Conservateur   | Anne-Marie Trevelyan   |            | Conservateur |          |
| Bishop Auckland                        | Helen Goodman          |                | Travailliste   | Helen Goodman          |            | Travailliste |          |
| Blaydon                                | David Anderson         |                | Travailliste   | Liz Twist              |            | Travailliste |          |
| Blyth Valley                           | Ronnie Campbell        |                | Travailliste   | Ronnie Campbell        |            | Travailliste |          |
| City of Durham                         | Roberta Blackman-Woods |                | Travailliste   | Roberta Blackman-Woods |            | Travailliste |          |
| Darlington                             | Jenny Chapman          |                | Travailliste   | Jenny Chapman          |            | Travailliste |          |
| Easington                              | Grahame Morris         |                | Travailliste   | Grahame Morris         |            | Travailliste |          |
| Gateshead                              | Ian Mearns             |                | Travailliste   | Ian Mearns             |            | Travailliste |          |
| Hartlepool                             | Iain Wright            |                | Travailliste   | Mike Hill              |            | Travailliste |          |
| Hexham                                 | Guy Opperman           |                | Conservateur   | Guy Opperman           |            | Conservateur |          |
| Houghton and Sunderland South          | Bridget Phillipson     |                | Travailliste   | Bridget Phillipson     |            | Travailliste |          |
| Jarrow                                 | Stephen Hepburn        |                | Travailliste   | Stephen Hepburn        |            | Travailliste |          |
| Middlesbrough                          | Andy McDonald          |                | Travailliste   | Andy McDonald          |            | Travailliste |          |
| Middlesbrough South and East Cleveland | Tom Blenkinsop         |                | Travailliste   | Simon Clarke           |            | Conservateur |          |
| Newcastle upon Tyne Central            | Chi Onwurah            |                | Travailliste   | Chi Onwurah            |            | Travailliste |          |
| Newcastle upon Tyne East               | Nicholas Brown         |                | Travailliste   | Nicholas Brown         |            | Travailliste |          |
| Newcastle upon Tyne North              | Catherine McKinnell    |                | Travailliste   | Catherine McKinnell    |            | Travailliste |          |
| North Durham                           | Kevan Jones            |                | Travailliste   | Kevan Jones            |            | Travailliste |          |
| North Tyneside                         | Mary Glindon           |                | Travailliste   | Mary Glindon           |            | Travailliste |          |
| North West Durham                      | Pat Glass              |                | Travailliste   | Laura Pidcock          |            | Travailliste |          |
| Redcar                                 | Anna Turley            |                | Travailliste   | Anna Turley            |            | Travailliste |          |
| Sedgefield                             | Phil Wilson            |                | Travailliste   | Phil Wilson            |            | Travailliste |          |
| South Shields                          | Emma Lewell-Buck       |                | Travailliste   | Emma Lewell-Buck       |            | Travailliste |          |
| Stockton North                         | Alex Cunningham        |                | Travailliste   | Alex Cunningham        |            | Travailliste |          |
| Stockton South                         | James Wharton          |                | Conservateur   | Paul Williams          |            | Travailliste |          |
| Sunderland Central                     | Julie Elliott          |                | Travailliste   | Julie Elliott          |            | Travailliste |          |
| Tynemouth                              | Alan Campbell          |                | Travailliste   | Alan Campbell          |            | Travailliste |          |
| Wansbeck                               | Ian Lavery             |                | Travailliste   | Ian Lavery             |            | Travailliste |          |
| Washington and Sunderland West         | Sharon Hodgson         |                | Travailliste   | Sharon Hodgson         |            | Travailliste |          |

#### Nord-Ouest
| Circonscription               | Député sortant          | Député sortant | Député sortant | Député élu          | Député élu | Député élu   | Majorité |
| Circonscription               | Nom                     | Parti          | Parti          | Nom                 | Parti      | Parti        | Majorité |
| ----------------------------- | ----------------------- | -------------- | -------------- | ------------------- | ---------- | ------------ | -------- |
| Altrincham and Sale West      | Graham Brady            |                | Conservateur   | Graham Brady        |            | Conservateur |          |
| Ashton-under-Lyne             | Angela Rayner           |                | Travailliste   | Angela Rayner       |            | Travailliste |          |
| Barrow and Furness            | John Woodcock           |                | Travailliste   | John Woodcock       |            | Travailliste |          |
| Birkenhead                    | Frank Field             |                | Travailliste   | Frank Field         |            | Travailliste |          |
| Blackburn                     | Kate Hollern            |                | Travailliste   | Kate Hollern        |            | Travailliste |          |
| Blackley and Broughton        | Graham Stringer         |                | Travailliste   | Graham Stringer     |            | Travailliste |          |
| Blackpool North and Cleveleys | Paul Maynard            |                | Conservateur   | Paul Maynard        |            | Conservateur |          |
| Blackpool South               | Gordon Marsden          |                | Travailliste   | Gordon Marsden      |            | Travailliste |          |
| Bolton North East             | David Crausby           |                | Travailliste   | David Crausby       |            | Travailliste |          |
| Bolton South East             | Yasmin Qureshi          |                | Travailliste   | Yasmin Qureshi      |            | Travailliste |          |
| Bolton West                   | Chris Green             |                | Conservateur   | Chris Green         |            | Conservateur |          |
| Bootle                        | Peter Dowd              |                | Travailliste   | Peter Dowd          |            | Travailliste |          |
| Burnley                       | Julie Cooper            |                | Travailliste   | Julie Cooper        |            | Travailliste |          |
| Bury North                    | David Nuttall           |                | Conservateur   | James Frith         |            | Travailliste |          |
| Bury South                    | Ivan Lewis              |                | Travailliste   | Ivan Lewis          |            | Travailliste |          |
| Carlisle                      | John Stevenson          |                | Conservateur   | John Stevenson      |            | Conservateur |          |
| Cheadle                       | Mary Robinson           |                | Conservateur   | Mary Robinson       |            | Conservateur |          |
| Chorley                       | Lindsay Hoyle           |                | Travailliste   | Lindsay Hoyle       |            | Travailliste |          |
| City of Chester               | Chris Matheson          |                | Travailliste   | Chris Matheson      |            | Travailliste |          |
| Congleton                     | Fiona Bruce             |                | Conservateur   | Fiona Bruce         |            | Conservateur |          |
| Copeland                      | Trudy Harrison          |                | Conservateur   | Trudy Harrison      |            | Conservateur |          |
| Crewe and Nantwich            | Edward Timpson          |                | Conservateur   | Laura Smith         |            | Travailliste |          |
| Denton and Reddish            | Andrew Gwynne           |                | Travailliste   | Andrew Gwynne       |            | Travailliste |          |
| Eddisbury                     | Antoinette Sandbach     |                | Conservateur   | Antoinette Sandbach |            | Conservateur |          |
| Ellesmere Port and Neston     | Justin Madders          |                | Travailliste   | Justin Madders      |            | Travailliste |          |
| Fylde                         | Mark Menzies            |                | Conservateur   | Mark Menzies        |            | Conservateur |          |
| Garston and Halewood          | Maria Eagle             |                | Travailliste   | Maria Eagle         |            | Travailliste |          |
| Halton                        | Derek Twigg             |                | Travailliste   | Derek Twigg         |            | Travailliste |          |
| Hazel Grove                   | William Wragg           |                | Conservateur   | William Wragg       |            | Conservateur |          |
| Heywood and Middleton         | Liz McInnes             |                | Travailliste   | Liz McInnes         |            | Travailliste |          |
| Hyndburn                      | Graham Jones            |                | Travailliste   | Graham Jones        |            | Travailliste |          |
| Knowsley                      | George Howarth          |                | Travailliste   | George Howarth      |            | Travailliste |          |
| Lancaster and Fleetwood       | Cat Smith               |                | Travailliste   | Cat Smith           |            | Travailliste |          |
| Leigh                         | Andy Burnham            |                | Travailliste   | Jo Platt            |            | Travailliste |          |
| Liverpool, Riverside          | Louise Ellman           |                | Travailliste   | Louise Ellman       |            | Travailliste |          |
| Liverpool, Walton             | Steve Rotheram          |                | Travailliste   | Dan Carden          |            | Travailliste |          |
| Liverpool, Wavertree          | Luciana Berger          |                | Travailliste   | Luciana Berger      |            | Travailliste |          |
| Liverpool, West Derby         | Stephen Twigg           |                | Travailliste   | Stephen Twigg       |            | Travailliste |          |
| Macclesfield                  | David Rutley            |                | Conservateur   | David Rutley        |            | Conservateur |          |
| Makerfield                    | Yvonne Fovargue         |                | Travailliste   | Yvonne Fovargue     |            | Travailliste |          |
| Manchester Central            | Lucy Powell             |                | Travailliste   | Lucy Powell         |            | Travailliste |          |
| Manchester, Gorton            | Gerald Kaufman (vacant) |                | Travailliste   | Afzal Khan          |            | Travailliste |          |
| Manchester, Withington        | Jeff Smith              |                | Travailliste   | Jeff Smith          |            | Travailliste |          |
| Morecambe and Lunesdale       | David Morris            |                | Conservateur   | David Morris        |            | Conservateur |          |
| Oldham East and Saddleworth   | Debbie Abrahams         |                | Travailliste   | Debbie Abrahams     |            | Travailliste |          |
| Oldham West and Royton        | Jim McMahon             |                | Travailliste   | Jim McMahon         |            | Travailliste |          |
| Pendle                        | Andrew Stephenson       |                | Conservateur   | Andrew Stephenson   |            | Conservateur |          |
| Penrith and The Border        | Rory Stewart            |                | Conservateur   | Rory Stewart        |            | Conservateur |          |
| Preston                       | Mark Hendrick           |                | Travailliste   | Mark Hendrick       |            | Travailliste |          |
| Ribble Valley                 | Nigel Evans             |                | Conservateur   | Nigel Evans         |            | Conservateur |          |
| Rochdale                      | Simon Danczuk           |                | Indépendant    | Tony Lloyd          |            | Travailliste |          |
| Rossendale and Darwen         | Jake Berry              |                | Conservateur   | Jake Berry          |            | Conservateur |          |
| Salford and Eccles            | Rebecca Long Bailey     |                | Travailliste   | Rebecca Long Bailey |            | Travailliste |          |
| Sefton Central                | Bill Esterson           |                | Travailliste   | Bill Esterson       |            | Travailliste |          |
| South Ribble                  | Seema Kennedy           |                | Conservateur   | Seema Kennedy       |            | Conservateur |          |
| Southport                     | John Pugh               |                | LibDem         | Damien Moore        |            | Conservateur |          |
| St Helens North               | Conor McGinn            |                | Travailliste   | Conor McGinn        |            | Travailliste |          |
| St Helens South and Whiston   | Marie Rimmer            |                | Travailliste   | Marie Rimmer        |            | Travailliste |          |
| Stalybridge and Hyde          | Jonathan Reynolds       |                | Travailliste   | Jonathan Reynolds   |            | Travailliste |          |
| Stockport                     | Ann Coffey              |                | Travailliste   | Ann Coffey          |            | Travailliste |          |
| Stretford and Urmston         | Kate Green              |                | Travailliste   | Kate Green          |            | Travailliste |          |
| Tatton                        | George Osborne          |                | Conservateur   | Esther McVey        |            | Conservateur |          |
| Wallasey                      | Angela Eagle            |                | Travailliste   | Angela Eagle        |            | Travailliste |          |
| Warrington North              | Helen Jones             |                | Travailliste   | Helen Jones         |            | Travailliste |          |
| Warrington South              | David Mowat             |                | Conservateur   | Faisal Rashid       |            | Travailliste |          |
| Weaver Vale                   | Graham Evans            |                | Conservateur   | Mike Amesbury       |            | Travailliste |          |
| West Lancashire               | Rosie Cooper            |                | Travailliste   | Rosie Cooper        |            | Travailliste |          |
| Westmorland and Lonsdale      | Tim Farron              |                | LibDem         | Tim Farron          |            | LibDem       |          |
| Wigan                         | Lisa Nandy              |                | Travailliste   | Lisa Nandy          |            | Travailliste |          |
| Wirral South                  | Alison McGovern         |                | Travailliste   | Alison McGovern     |            | Travailliste |          |
| Wirral West                   | Margaret Greenwood      |                | Travailliste   | Margaret Greenwood  |            | Travailliste |          |
| Workington                    | Sue Hayman              |                | Travailliste   | Sue Hayman          |            | Travailliste |          |
| Worsley and Eccles South      | Barbara Keeley          |                | Travailliste   | Barbara Keeley      |            | Travailliste |          |
| Wyre and Preston North        | Ben Wallace             |                | Conservateur   | Ben Wallace         |            | Conservateur |          |
| Wythenshawe and Sale East     | Mike Kane               |                | Travailliste   | Mike Kane           |            | Travailliste |          |

#### Sud-Est
| Circonscription                | Député sortant     | Député sortant | Député sortant | Député élu          | Député élu | Député élu   | Majorité |
| Circonscription                | Nom                | Parti          | Parti          | Nom                 | Parti      | Parti        | Majorité |
| ------------------------------ | ------------------ | -------------- | -------------- | ------------------- | ---------- | ------------ | -------- |
| Aldershot                      | Gerald Howarth     |                | Conservateur   | Leo Docherty        |            | Conservateur |          |
| Arundel and South Downs        | Nick Herbert       |                | Conservateur   | Nick Herbert        |            | Conservateur |          |
| Ashford                        | Damian Green       |                | Conservateur   | Damian Green        |            | Conservateur |          |
| Aylesbury                      | David Lidington    |                | Conservateur   | David Lidington     |            | Conservateur |          |
| Banbury                        | Victoria Prentis   |                | Conservateur   | Victoria Prentis    |            | Conservateur |          |
| Basingstoke                    | Maria Miller       |                | Conservateur   | Maria Miller        |            | Conservateur |          |
| Beaconsfield                   | Dominic Grieve     |                | Conservateur   | Dominic Grieve      |            | Conservateur |          |
| Bexhill and Battle             | Huw Merriman       |                | Conservateur   | Huw Merriman        |            | Conservateur |          |
| Bognor Regis and Littlehampton | Nick Gibb          |                | Conservateur   | Nick Gibb           |            | Conservateur |          |
| Bracknell                      | Phillip Lee        |                | Conservateur   | Phillip Lee         |            | Conservateur |          |
| Brighton, Kemptown             | Simon Kirby        |                | Conservateur   | Lloyd Russell-Moyle |            | Travailliste |          |
| Brighton, Pavilion             | Caroline Lucas     |                | Parti vert     | Caroline Lucas      |            | Parti vert   |          |
| Buckingham                     | John Bercow        |                | Speaker        | John Bercow         |            | Speaker      |          |
| Canterbury                     | Julian Brazier     |                | Conservateur   | Rosie Duffield      |            | Travailliste |          |
| Chatham and Aylesford          | Tracey Crouch      |                | Conservateur   | Tracey Crouch       |            | Conservateur |          |
| Chesham and Amersham           | Cheryl Gillan      |                | Conservateur   | Cheryl Gillan       |            | Conservateur |          |
| Chichester                     | Andrew Tyrie       |                | Conservateur   | Gillian Keegan      |            | Conservateur |          |
| Crawley                        | Henry Smith        |                | Conservateur   | Henry Smith         |            | Conservateur |          |
| Dartford                       | Gareth Johnson     |                | Conservateur   | Gareth Johnson      |            | Conservateur |          |
| Dover                          | Charlie Elphicke   |                | Conservateur   | Charlie Elphicke    |            | Conservateur |          |
| East Hampshire                 | Damian Hinds       |                | Conservateur   | Damian Hinds        |            | Conservateur |          |
| East Surrey                    | Sam Gyimah         |                | Conservateur   | Sam Gyimah          |            | Conservateur |          |
| East Worthing and Shoreham     | Tim Loughton       |                | Conservateur   | Tim Loughton        |            | Conservateur |          |
| Eastbourne                     | Caroline Ansell    |                | Conservateur   | Stephen Lloyd       |            | LibDem       |          |
| Eastleigh                      | Mims Davies        |                | Conservateur   | Mims Davies         |            | Conservateur |          |
| Epsom and Ewell                | Chris Grayling     |                | Conservateur   | Chris Grayling      |            | Conservateur |          |
| Esher and Walton               | Dominic Raab       |                | Conservateur   | Dominic Raab        |            | Conservateur |          |
| Fareham                        | Suella Fernandes   |                | Conservateur   | Suella Fernandes    |            | Conservateur |          |
| Faversham and Mid Kent         | Helen Whately      |                | Conservateur   | Helen Whately       |            | Conservateur |          |
| Folkestone and Hythe           | Damian Collins     |                | Conservateur   | Damian Collins      |            | Conservateur |          |
| Gillingham and Rainham         | Rehman Chishti     |                | Conservateur   | Rehman Chishti      |            | Conservateur |          |
| Gosport                        | Caroline Dinenage  |                | Conservateur   | Caroline Dinenage   |            | Conservateur |          |
| Gravesham                      | Adam Holloway      |                | Conservateur   | Adam Holloway       |            | Conservateur |          |
| Guildford                      | Anne Milton        |                | Conservateur   | Anne Milton         |            | Conservateur |          |
| Havant                         | Alan Mak           |                | Conservateur   | Alan Mak            |            | Conservateur |          |
| Hastings and Rye               | Amber Rudd         |                | Conservateur   | Amber Rudd          |            | Conservateur |          |
| Henley                         | John Howell        |                | Conservateur   | John Howell         |            | Conservateur |          |
| Horsham                        | Jeremy Quin        |                | Conservateur   | Jeremy Quin         |            | Conservateur |          |
| Hove                           | Peter Kyle         |                | Travailliste   | Peter Kyle          |            | Travailliste |          |
| Isle of Wight                  | Andrew Turner      |                | Conservateur   | Bob Seely           |            | Conservateur |          |
| Lewes                          | Maria Caulfield    |                | Conservateur   | Maria Caulfield     |            | Conservateur |          |
| Meon Valley                    | George Hollingbery |                | Conservateur   | George Hollingbery  |            | Conservateur |          |
| Maidenhead                     | Theresa May        |                | Conservateur   | Theresa May         |            | Conservateur |          |
| Maidstone and The Weald        | Helen Grant        |                | Conservateur   | Helen Grant         |            | Conservateur |          |
| Mid Sussex                     | Nicholas Soames    |                | Conservateur   | Nicholas Soames     |            | Conservateur |          |
| Milton Keynes North            | Mark Lancaster     |                | Conservateur   | Mark Lancaster      |            | Conservateur |          |
| Milton Keynes South            | Iain Stewart       |                | Conservateur   | Iain Stewart        |            | Conservateur |          |
| Mole Valley                    | Paul Beresford     |                | Conservateur   | Paul Beresford      |            | Conservateur |          |
| New Forest East                | Julian Lewis       |                | Conservateur   | Julian Lewis        |            | Conservateur |          |
| New Forest West                | Desmond Swayne     |                | Conservateur   | Desmond Swayne      |            | Conservateur |          |
| Newbury                        | Richard Benyon     |                | Conservateur   | Richard Benyon      |            | Conservateur |          |
| North East Hampshire           | Ranil Jayawardena  |                | Conservateur   | Ranil Jayawardena   |            | Conservateur |          |
| North Thanet                   | Roger Gale         |                | Conservateur   | Roger Gale          |            | Conservateur |          |
| North West Hampshire           | Kit Malthouse      |                | Conservateur   | Kit Malthouse       |            | Conservateur |          |
| Oxford East                    | Andrew Smith       |                | Travailliste   | Anneliese Dodds     |            | Travailliste |          |
| Oxford West and Abingdon       | Nicola Blackwood   |                | Conservateur   | Layla Moran         |            | LibDem       |          |
| Portsmouth North               | Penny Mordaunt     |                | Conservateur   | Penny Mordaunt      |            | Conservateur |          |
| Portsmouth South               | Flick Drummond     |                | Conservateur   | Stephen Morgan      |            | Travailliste |          |
| Reading East                   | Rob Wilson         |                | Conservateur   | Matt Rodda          |            | Travailliste |          |
| Reading West                   | Alok Sharma        |                | Conservateur   | Alok Sharma         |            | Conservateur |          |
| Reigate                        | Crispin Blunt      |                | Conservateur   | Crispin Blunt       |            | Conservateur |          |
| Rochester and Strood           | Kelly Tolhurst     |                | Conservateur   | Kelly Tolhurst      |            | Conservateur |          |
| Romsey and Southampton North   | Caroline Nokes     |                | Conservateur   | Caroline Nokes      |            | Conservateur |          |
| Runnymede and Weybridge        | Philip Hammond     |                | Conservateur   | Philip Hammond      |            | Conservateur |          |
| Sevenoaks                      | Michael Fallon     |                | Conservateur   | Michael Fallon      |            | Conservateur |          |
| Sittingbourne and Sheppey      | Gordon Henderson   |                | Conservateur   | Gordon Henderson    |            | Conservateur |          |
| Slough                         | Fiona Mactaggart   |                | Travailliste   | Tanmanjeet Singh    |            | Travailliste |          |
| South Thanet                   | Craig Mackinlay    |                | Conservateur   | Craig Mackinlay     |            | Conservateur |          |
| South West Surrey              | Jeremy Hunt        |                | Conservateur   | Jeremy Hunt         |            | Conservateur |          |
| Southampton Itchen             | Royston Smith      |                | Conservateur   | Royston Smith       |            | Conservateur |          |
| Southampton Test               | Alan Whitehead     |                | Travailliste   | Alan Whitehead      |            | Travailliste |          |
| Spelthorne                     | Kwasi Kwarteng     |                | Conservateur   | Kwasi Kwarteng      |            | Conservateur |          |
| Surrey Heath                   | Michael Gove       |                | Conservateur   | Michael Gove        |            | Conservateur |          |
| Tonbridge and Malling          | Tom Tugendhat      |                | Conservateur   | Tom Tugendhat       |            | Conservateur |          |
| Tunbridge Wells                | Greg Clark         |                | Conservateur   | Greg Clark          |            | Conservateur |          |
| Wantage                        | Ed Vaizey          |                | Conservateur   | Ed Vaizey           |            | Conservateur |          |
| Wealden                        | Nusrat Ghani       |                | Conservateur   | Nusrat Ghani        |            | Conservateur |          |
| Winchester                     | Steve Brine        |                | Conservateur   | Steve Brine         |            | Conservateur |          |
| Windsor                        | Adam Afriyie       |                | Conservateur   | Adam Afriyie        |            | Conservateur |          |
| Witney                         | Robert Courts      |                | Conservateur   | Robert Courts       |            | Conservateur |          |
| Woking                         | Jonathan Lord      |                | Conservateur   | Jonathan Lord       |            | Conservateur |          |
| Wokingham                      | John Redwood       |                | Conservateur   | John Redwood        |            | Conservateur |          |
| Worthing West                  | Peter Bottomley    |                | Conservateur   | Peter Bottomley     |            | Conservateur |          |
| Wycombe                        | Steve Baker        |                | Conservateur   | Steve Baker         |            | Conservateur |          |

#### Sud-Ouest
| Circonscription                | Député sortant         | Député sortant | Député sortant | Député élu             | Député élu | Député élu   | Majorité |
| Circonscription                | Nom                    | Parti          | Parti          | Nom                    | Parti      | Parti        | Majorité |
| ------------------------------ | ---------------------- | -------------- | -------------- | ---------------------- | ---------- | ------------ | -------- |
| Bath                           | Ben Howlett            |                | Conservateur   | Wera Hobhouse          |            | LibDem       |          |
| Bournemouth East               | Tobias Ellwood         |                | Conservateur   | Tobias Ellwood         |            | Conservateur |          |
| Bournemouth West               | Conor Burns            |                | Conservateur   | Conor Burns            |            | Conservateur |          |
| Bridgwater and West Somerset   | Ian Liddell-Grainger   |                | Conservateur   | Ian Liddell-Grainger   |            | Conservateur |          |
| Bristol East                   | Kerry McCarthy         |                | Travailliste   | Kerry McCarthy         |            | Travailliste |          |
| Bristol North West             | Charlotte Leslie       |                | Conservateur   | Darren Jones           |            | Travailliste |          |
| Bristol South                  | Karin Smyth            |                | Travailliste   | Karin Smyth            |            | Travailliste |          |
| Bristol West                   | Thangam Debbonaire     |                | Travailliste   | Thangam Debbonaire     |            | Travailliste |          |
| Camborne and Redruth           | George Eustice         |                | Conservateur   | George Eustice         |            | Conservateur |          |
| Central Devon                  | Mel Stride             |                | Conservateur   | Mel Stride             |            | Conservateur |          |
| Cheltenham                     | Alex Chalk             |                | Conservateur   | Alex Chalk             |            | Conservateur |          |
| Chippenham                     | Michelle Donelan       |                | Conservateur   | Michelle Donelan       |            | Conservateur |          |
| Christchurch                   | Christopher Chope      |                | Conservateur   | Christopher Chope      |            | Conservateur |          |
| The Cotswolds                  | Geoffrey Clifton-Brown |                | Conservateur   | Geoffrey Clifton-Brown |            | Conservateur |          |
| Devizes                        | Claire Perry           |                | Conservateur   | Claire Perry           |            | Conservateur |          |
| East Devon                     | Hugo Swire             |                | Conservateur   | Hugo Swire             |            | Conservateur |          |
| Exeter                         | Ben Bradshaw           |                | Travailliste   | Ben Bradshaw           |            | Travailliste |          |
| Filton and Bradley Stoke       | Jack Lopresti          |                | Conservateur   | Jack Lopresti          |            | Conservateur |          |
| Forest of Dean                 | Mark Harper            |                | Conservateur   | Mark Harper            |            | Conservateur |          |
| Gloucester                     | Richard Graham         |                | Conservateur   | Richard Graham         |            | Conservateur |          |
| Kingswood                      | Christopher Skidmore   |                | Conservateur   | Christopher Skidmore   |            | Conservateur |          |
| Mid Dorset and North Poole     | Michael Tomlinson      |                | Conservateur   | Michael Tomlinson      |            | Conservateur |          |
| Newton Abbot                   | Anne Marie Morris      |                | Conservateur   | Anne Marie Morris      |            | Conservateur |          |
| North Cornwall                 | Scott Mann             |                | Conservateur   | Scott Mann             |            | Conservateur |          |
| North Devon                    | Peter Heaton-Jones     |                | Conservateur   | Peter Heaton-Jones     |            | Conservateur |          |
| North Dorset                   | Simon Hoare            |                | Conservateur   | Simon Hoare            |            | Conservateur |          |
| North East Somerset            | Jacob Rees-Mogg        |                | Conservateur   | Jacob Rees-Mogg        |            | Conservateur |          |
| North Somerset                 | Liam Fox               |                | Conservateur   | Liam Fox               |            | Conservateur |          |
| North Swindon                  | Justin Tomlinson       |                | Conservateur   | Justin Tomlinson       |            | Conservateur |          |
| North Wiltshire                | James Gray             |                | Conservateur   | James Gray             |            | Conservateur |          |
| Plymouth, Moor View            | Johnny Mercer          |                | Conservateur   | Johnny Mercer          |            | Conservateur |          |
| Plymouth, Sutton and Devonport | Oliver Colvile         |                | Conservateur   | Luke Pollard           |            | Travailliste |          |
| Poole                          | Robert Syms            |                | Conservateur   | Robert Syms            |            | Conservateur |          |
| Salisbury                      | John Glen              |                | Conservateur   | John Glen              |            | Conservateur |          |
| Somerton and Frome             | David Warburton        |                | Conservateur   | David Warburton        |            | Conservateur |          |
| South Dorset                   | Richard Drax           |                | Conservateur   | Richard Drax           |            | Conservateur |          |
| South East Cornwall            | Sheryll Murray         |                | Conservateur   | Sheryll Murray         |            | Conservateur |          |
| South Swindon                  | Robert Buckland        |                | Conservateur   | Robert Buckland        |            | Conservateur |          |
| South West Devon               | Gary Streeter          |                | Conservateur   | Gary Streeter          |            | Conservateur |          |
| South West Wiltshire           | Andrew Murrison        |                | Conservateur   | Andrew Murrison        |            | Conservateur |          |
| St Austell and Newquay         | Steve Double           |                | Conservateur   | Steve Double           |            | Conservateur |          |
| St Ives                        | Derek Thomas           |                | Conservateur   | Derek Thomas           |            | Conservateur |          |
| Stroud                         | Neil Carmichael        |                | Conservateur   | David Drew             |            | Travailliste |          |
| Taunton Deane                  | Rebecca Pow            |                | Conservateur   | Rebecca Pow            |            | Conservateur |          |
| Tewkesbury                     | Laurence Robertson     |                | Conservateur   | Laurence Robertson     |            | Conservateur |          |
| Thornbury and Yate             | Luke Hall              |                | Conservateur   | Luke Hall              |            | Conservateur |          |
| Tiverton and Honiton           | Neil Parish            |                | Conservateur   | Neil Parish            |            | Conservateur |          |
| Torbay                         | Kevin Foster           |                | Conservateur   | Kevin Foster           |            | Conservateur |          |
| Torridge and West Devon        | Geoffrey Cox           |                | Conservateur   | Geoffrey Cox           |            | Conservateur |          |
| Totnes                         | Sarah Wollaston        |                | Conservateur   | Sarah Wollaston        |            | Conservateur |          |
| Truro and Falmouth             | Sarah Newton           |                | Conservateur   | Sarah Newton           |            | Conservateur |          |
| Wells                          | James Heappey          |                | Conservateur   | James Heappey          |            | Conservateur |          |
| West Dorset                    | Oliver Letwin          |                | Conservateur   | Oliver Letwin          |            | Conservateur |          |
| Weston-super-Mare              | John Penrose           |                | Conservateur   | John Penrose           |            | Conservateur |          |
| Yeovil                         | Marcus Fysh            |                | Conservateur   | Marcus Fysh            |            | Conservateur |          |

#### Yorkshire-et-Humber
| Circonscription                       | Député sortant   | Député sortant | Député sortant | Député élu        | Député élu | Député élu   | Majorité |
| Circonscription                       | Nom              | Parti          | Parti          | Nom               | Parti      | Parti        | Majorité |
| ------------------------------------- | ---------------- | -------------- | -------------- | ----------------- | ---------- | ------------ | -------- |
| Barnsley Central                      | Dan Jarvis       |                | Travailliste   | Dan Jarvis        |            | Travailliste |          |
| Barnsley East                         | Michael Dugher   |                | Travailliste   | Stephanie Peacock |            | Travailliste |          |
| Batley and Spen                       | Tracy Brabin     |                | Travailliste   | Tracy Brabin      |            | Travailliste |          |
| Beverley and Holderness               | Graham Stuart    |                | Conservateur   | Graham Stuart     |            | Conservateur |          |
| Bradford East                         | Imran Hussain    |                | Travailliste   | Imran Hussain     |            | Travailliste |          |
| Bradford South                        | Judith Cummins   |                | Travailliste   | Judith Cummins    |            | Travailliste |          |
| Bradford West                         | Naz Shah         |                | Travailliste   | Naz Shah          |            | Travailliste |          |
| Brigg and Goole                       | Andrew Percy     |                | Conservateur   | Andrew Percy      |            | Conservateur |          |
| Calder Valley                         | Craig Whittaker  |                | Conservateur   | Craig Whittaker   |            | Conservateur |          |
| Cleethorpes                           | Martin Vickers   |                | Conservateur   | Martin Vickers    |            | Conservateur |          |
| Colne Valley                          | Jason McCartney  |                | Conservateur   | Thelma Walker     |            | Travailliste |          |
| Dewsbury                              | Paula Sherriff   |                | Travailliste   | Paula Sherriff    |            | Travailliste |          |
| Don Valley                            | Caroline Flint   |                | Travailliste   | Caroline Flint    |            | Travailliste |          |
| Doncaster Central                     | Rosie Winterton  |                | Travailliste   | Rosie Winterton   |            | Travailliste |          |
| Doncaster North                       | Ed Miliband      |                | Travailliste   | Ed Miliband       |            | Travailliste |          |
| Elmet and Rothwell                    | Alec Shelbrooke  |                | Conservateur   | Alec Shelbrooke   |            | Conservateur |          |
| East Yorkshire                        | Greg Knight      |                | Conservateur   | Greg Knight       |            | Conservateur |          |
| Great Grimsby                         | Melanie Onn      |                | Travailliste   | Melanie Onn       |            | Travailliste |          |
| Halifax                               | Holly Lynch      |                | Travailliste   | Holly Lynch       |            | Travailliste |          |
| Haltemprice and Howden                | David Davis      |                | Conservateur   | David Davis       |            | Conservateur |          |
| Harrogate and Knaresborough           | Andrew Jones     |                | Conservateur   | Andrew Jones      |            | Conservateur |          |
| Hemsworth                             | Jon Trickett     |                | Travailliste   | Jon Trickett      |            | Travailliste |          |
| Huddersfield                          | Barry Sheerman   |                | Travailliste   | Barry Sheerman    |            | Travailliste |          |
| Keighley                              | Kris Hopkins     |                | Conservateur   | John Grogan       |            | Travailliste |          |
| Kingston upon Hull East               | Karl Turner      |                | Travailliste   | Karl Turner       |            | Travailliste |          |
| Kingston upon Hull North              | Diana Johnson    |                | Travailliste   | Diana Johnson     |            | Travailliste |          |
| Kingston upon Hull West and Hessle    | Alan Johnson     |                | Travailliste   | Emma Hardy        |            | Travailliste |          |
| Leeds Central                         | Hilary Benn      |                | Travailliste   | Hilary Benn       |            | Travailliste |          |
| Leeds East                            | Richard Burgon   |                | Travailliste   | Richard Burgon    |            | Travailliste |          |
| Leeds North East                      | Fabian Hamilton  |                | Travailliste   | Fabian Hamilton   |            | Travailliste |          |
| Leeds North West                      | Greg Mulholland  |                | LibDem         | Alex Sobel        |            | Travailliste |          |
| Leeds West                            | Rachel Reeves    |                | Travailliste   | Rachel Reeves     |            | Travailliste |          |
| Morley and Outwood                    | Andrea Jenkyns   |                | Conservateur   | Andrea Jenkyns    |            | Conservateur |          |
| Normanton, Pontefract and Castleford  | Yvette Cooper    |                | Travailliste   | Yvette Cooper     |            | Travailliste |          |
| Penistone and Stocksbridge            | Angela Smith     |                | Travailliste   | Angela Smith      |            | Travailliste |          |
| Pudsey                                | Stuart Andrew    |                | Conservateur   | Stuart Andrew     |            | Conservateur |          |
| Richmond (Yorks)                      | Rishi Sunak      |                | Conservateur   | Rishi Sunak       |            | Conservateur |          |
| Rother Valley                         | Kevin Barron     |                | Travailliste   | Kevin Barron      |            | Travailliste |          |
| Rotherham                             | Sarah Champion   |                | Travailliste   | Sarah Champion    |            | Travailliste |          |
| Scarborough and Whitby                | Robert Goodwill  |                | Conservateur   | Robert Goodwill   |            | Conservateur |          |
| Scunthorpe                            | Nic Dakin        |                | Travailliste   | Nic Dakin         |            | Travailliste |          |
| Selby and Ainsty                      | Nigel Adams      |                | Conservateur   | Nigel Adams       |            | Conservateur |          |
| Sheffield Central                     | Paul Blomfield   |                | Travailliste   | Paul Blomfield    |            | Travailliste |          |
| Sheffield South East                  | Clive Betts      |                | Travailliste   | Clive Betts       |            | Travailliste |          |
| Sheffield Brightside and Hillsborough | Gill Furniss     |                | Travailliste   | Gill Furniss      |            | Travailliste |          |
| Sheffield, Hallam                     | Nick Clegg       |                | LibDem         | Jared O'Mara      |            | Travailliste |          |
| Sheffield, Heeley                     | Louise Haigh     |                | Travailliste   | Louise Haigh      |            | Travailliste |          |
| Shipley                               | Philip Davies    |                | Conservateur   | Philip Davies     |            | Conservateur |          |
| Skipton and Ripon                     | Julian Smith     |                | Conservateur   | Julian Smith      |            | Conservateur |          |
| Thirsk and Malton                     | Kevin Hollinrake |                | Conservateur   | Kevin Hollinrake  |            | Conservateur |          |
| Wakefield                             | Mary Creagh      |                | Travailliste   | Mary Creagh       |            | Travailliste |          |
| Wentworth and Dearne                  | John Healey      |                | Travailliste   | John Healey       |            | Travailliste |          |
| York Central                          | Rachael Maskell  |                | Travailliste   | Rachael Maskell   |            | Travailliste |          |
| York Outer                            | Julian Sturdy    |                | Conservateur   | Julian Sturdy     |            | Conservateur |          |

## Changement de parti
| Circonscription              | Nom                 | Parti    | Parti            | Date              | Parti    | Parti            |
| ---------------------------- | ------------------- | -------- | ---------------- | ----------------- | -------- | ---------------- |
| Newton Abbot                 | Anne Marie Morris   |          | Conservateur     | 10 juillet 2017   |          | Indépendant      |
| Sheffield Hallam             | Jared O'Mara        |          | Travailliste     | 25 octobre 2017   |          | Indépendant      |
| Luton North                  | Kelvin Hopkins      |          | Travailliste     | 2 novembre 2017   |          | Indépendant      |
| Dover                        | Charlie Elphicke    |          | Conservateur     | 3 novembre 2017   |          | Indépendant      |
| Bury South                   | Ivan Lewis          |          | Travailliste     | 23 novembre 2017  |          | Indépendant      |
| Newton Abbot                 | Anne Marie Morris   |          | Indépendant      | 12 décembre 2017  |          | Conservateur     |
| West Tyrone                  | Barry McElduff      |          | Sinn Féin        | 8 janvier 2018    |          | Indépendant      |
| Barrow and Furness           | John Woodcock       |          | Travailliste     | 30 avril 2018     |          | Indépendant      |
| Sheffield Hallam             | Jared O'Mara        |          | Indépendant      | 3 juillet 2018    |          | Travailliste     |
| Sheffield Hallam             | Jared O'Mara        |          | Travailliste     | 12 juillet 2018   |          | Indépendant      |
| North Antrim                 | Ian Paisley         |          | DUP              | 24 juillet 2018   |          | Indépendant      |
| Burton                       | Andrew Griffiths    |          | Conservateur     | 21 août 2018      |          | Indépendant      |
| Birkenhead                   | Frank Field         |          | Travailliste     | 30 août 2018      |          | Indépendant      |
| North Antrim                 | Ian Paisley         |          | Indépendant      | 4 septembre 2018  | Suspendu | Suspendu         |
| North Antrim                 | Ian Paisley         | Suspendu | Suspendu         | 21 novembre 2018  |          | DUP              |
| Eastbourne                   | Stephen Lloyd       |          | LibDem           | 6 décembre 2018   |          | Indépendant      |
| Dover                        | Charlie Elphicke    |          | Indépendant      | 12 décembre 2018  |          | Conservateur     |
| Burton                       | Andrew Griffiths    |          | Indépendant      | 12 décembre 2018  |          | Conservateur     |
| Peterborough                 | Fiona Onasanya      |          | Travailliste     | 19 décembre 2018  |          | Indépendant      |
| Streatham                    | Chuka Umunna        |          | Travailliste     | 18 février 2019   |          | Change UK        |
| Liverpool Wavertree          | Luciana Berger      |          | Travailliste     | 18 février 2019   |          | Change UK        |
| Nottingham East              | Chris Leslie        |          | Travailliste     | 18 février 2019   |          | Change UK        |
| Penistone and Stocksbridge   | Angela Smith        |          | Travailliste     | 18 février 2019   |          | Change UK        |
| Ilford South                 | Mike Gapes          |          | Travailliste     | 18 février 2019   |          | Change UK        |
| Luton South                  | Gavin Shuker        |          | Travailliste     | 18 février 2019   |          | Change UK        |
| Stockport                    | Ann Coffey          |          | Travailliste     | 18 février 2019   |          | Change UK        |
| Enfield North                | Joan Ryan           |          | Travailliste     | 19 février 2019   |          | Change UK        |
| Broxtowe                     | Anna Soubry         |          | Conservateur     | 20 février 2019   |          | Change UK        |
| Totnes                       | Sarah Wollaston     |          | Conservateur     | 20 février 2019   |          | Change UK        |
| South Cambridgeshire         | Heidi Allen         |          | Conservateur     | 20 février 2019   |          | Change UK        |
| Dudley North                 | Ian Austin          |          | Travailliste     | 22 février 2019   |          | Indépendant      |
| Derby North                  | Chris Williamson    |          | Travailliste     | 27 février 2019   |          | Indépendant      |
| Grantham and Stamford        | Nick Boles          |          | Conservateur     | 1er avril 2019    |          | Indépendant      |
| South Cambridgeshire         | Heidi Allen         |          | Change UK        | 4 juin 2019       |          | Indépendant      |
| Streatham                    | Chuka Umunna        |          | Change UK        | 4 juin 2019       |          | Indépendant      |
| Totnes                       | Sarah Wollaston     |          | Change UK        | 4 juin 2019       |          | Indépendant      |
| Penistone and Stocksbridge   | Angela Smith        |          | Change UK        | 4 juin 2019       |          | Indépendant      |
| Liverpool Wavertree          | Luciana Berger      |          | Change UK        | 4 juin 2019       |          | Indépendant      |
| Luton South                  | Gavin Shuker        |          | Change UK        | 4 juin 2019       |          | Indépendant      |
| Streatham                    | Chuka Umunna        |          | Indépendant      | 13 juin 2019      |          | LibDem           |
| Derby North                  | Chris Williamson    |          | Indépendant      | 26 juin 2019      |          | Travailliste     |
| Derby North                  | Chris Williamson    |          | Travailliste     | 28 juin 2019      |          | Indépendant      |
| South Cambridgeshire         | Heidi Allen         |          | Indépendant      | 10 juillet 2019   |          | Les Indépendants |
| Luton South                  | Gavin Shuker        |          | Indépendant      | 10 juillet 2019   |          | Les Indépendants |
| Penistone and Stocksbridge   | Angela Smith        |          | Indépendant      | 10 juillet 2019   |          | Les Indépendants |
| Liverpool Wavertree          | Luciana Berger      |          | Indépendant      | 10 juillet 2019   |          | Les Indépendants |
| Barrow and Furness           | John Woodcock       |          | Indépendant      | 10 juillet 2019   |          | Les Indépendants |
| Dover                        | Charlie Elphicke    |          | Conservateur     | 22 juillet 2019   |          | Indépendant      |
| Birkenhead                   | Frank Field         |          | Indépendant      | 2 août 2019       |          | BSJ              |
| Totnes                       | Sarah Wollaston     |          | Indépendant      | 14 août 2019      |          | LibDem           |
| Bracknell                    | Phillip Lee         |          | Conservateur     | 3 septembre 2019  |          | LibDem           |
| Aberconwy                    | Guto Bebb           |          | Conservateur     | 3 septembre 2019  |          | Indépendant      |
| Newbury                      | Richard Benyon      |          | Conservateur     | 3 septembre 2019  |          | Indépendant      |
| Winchester                   | Steve Brine         |          | Conservateur     | 3 septembre 2019  |          | Indépendant      |
| North East Bedfordshire      | Alistair Burt       |          | Conservateur     | 3 septembre 2019  |          | Indépendant      |
| Tunbridge Wells              | Greg Clark          |          | Conservateur     | 3 septembre 2019  |          | Indépendant      |
| Rushcliffe                   | Kenneth Clarke      |          | Conservateur     | 3 septembre 2019  |          | Indépendant      |
| South West Hertfordshire     | David Gauke         |          | Conservateur     | 3 septembre 2019  |          | Indépendant      |
| Putney                       | Justine Greening    |          | Conservateur     | 3 septembre 2019  |          | Indépendant      |
| Beaconsfield                 | Dominic Grieve      |          | Conservateur     | 3 septembre 2019  |          | Indépendant      |
| East Surrey                  | Sam Gyimah          |          | Conservateur     | 3 septembre 2019  |          | Indépendant      |
| Runnymede and Weybridge      | Philip Hammond      |          | Conservateur     | 3 septembre 2019  |          | Indépendant      |
| Wimbledon                    | Stephen Hammond     |          | Conservateur     | 3 septembre 2019  |          | Indépendant      |
| Watford                      | Richard Harrington  |          | Conservateur     | 3 septembre 2019  |          | Indépendant      |
| Stourbridge                  | Margot James        |          | Conservateur     | 3 septembre 2019  |          | Indépendant      |
| West Dorset                  | Oliver Letwin       |          | Conservateur     | 3 septembre 2019  |          | Indépendant      |
| Guildford                    | Anne Milton         |          | Conservateur     | 3 septembre 2019  |          | Indépendant      |
| Romsey and Southampton North | Caroline Nokes      |          | Conservateur     | 3 septembre 2019  |          | Indépendant      |
| Eddisbury                    | Antoinette Sandbach |          | Conservateur     | 3 septembre 2019  |          | Indépendant      |
| Mid Sussex                   | Nicholas Soames     |          | Conservateur     | 3 septembre 2019  |          | Indépendant      |
| Penrith and The Border       | Rory Stewart        |          | Conservateur     | 3 septembre 2019  |          | Indépendant      |
| Wantage                      | Ed Vaizey           |          | Conservateur     | 3 septembre 2019  |          | Indépendant      |
| Liverpool Wavertree          | Luciana Berger      |          | Les Indépendants | 5 septembre 2019  |          | LibDem           |
| Hastings and Rye             | Amber Rudd          |          | Conservateur     | 7 septembre 2019  |          | Indépendant      |
| Penistone and Stocksbridge   | Angela Smith        |          | Les Indépendants | 7 septembre 2019  |          | LibDem           |
| East Surrey                  | Sam Gyimah          |          | Indépendant      | 14 septembre 2019 |          | LibDem           |
| Hartlepool                   | Mike Hill           |          | Travailliste     | 22 septembre 2019 |          | Indépendant      |
| Jarrow                       | Stephen Hepburn     |          | Travailliste     | 7 octobre 2019    |          | Indépendant      |
| South Cambridgeshire         | Heidi Allen         |          | Les Indépendants | 7 octobre 2019    |          | LibDem           |
| Liverpool Riverside          | Louise Ellman       |          | Travailliste     | 17 octobre 2019   |          | Indépendant      |
| Hartlepool                   | Mike Hill           |          | Indépendant      | 21 octobre 2019   |          | Travailliste     |
| Newbury                      | Richard Benyon      |          | Indépendant      | 29 octobre 2019   |          | Conservateur     |
| Winchester                   | Steve Brine         |          | Indépendant      | 29 octobre 2019   |          | Conservateur     |
| North East Bedfordshire      | Alistair Burt       |          | Indépendant      | 29 octobre 2019   |          | Conservateur     |
| Tunbridge Wells              | Greg Clark          |          | Indépendant      | 29 octobre 2019   |          | Conservateur     |
| Wimbledon                    | Stephen Hammond     |          | Indépendant      | 29 octobre 2019   |          | Conservateur     |
| Watford                      | Richard Harrington  |          | Indépendant      | 29 octobre 2019   |          | Conservateur     |
| Stourbridge                  | Margot James        |          | Indépendant      | 29 octobre 2019   |          | Conservateur     |
| Romsey and Southampton North | Caroline Nokes      |          | Indépendant      | 29 octobre 2019   |          | Conservateur     |
| Mid Sussex                   | Nicholas Soames     |          | Indépendant      | 29 octobre 2019   |          | Conservateur     |
| Wantage                      | Ed Vaizey           |          | Indépendant      | 29 octobre 2019   |          | Conservateur     |
| Leicester East               | Keith Vaz           |          | Travailliste     | 31 octobre 2019   | Suspendu | Suspendu         |
| Eddisbury                    | Antoinette Sandbach |          | Indépendant      | 31 octobre 2019   |          | LibDem           |
| Chorley                      | Lindsay Hoyle       |          | Travailliste     | 4 novembre 2019   |          | Speaker          |

## Partielles
| Circonscription        | Sortant         | Parti | Parti        | Date            | Cause     | Élu                                                                     | Parti                                                                   | Parti                                                                   |
| ---------------------- | --------------- | ----- | ------------ | --------------- | --------- | ----------------------------------------------------------------------- | ----------------------------------------------------------------------- | ----------------------------------------------------------------------- |
| West Tyrone            | Barry McElduff  |       | Sinn Féin    | 3 mai 2018      | Démission | Órfhlaith Begley                                                        |                                                                         | Sinn Féin                                                               |
| Lewisham East          | Heidi Alexander |       | Travailliste | 14 juin 2018    | Démission | Janet Daby                                                              |                                                                         | Travailliste                                                            |
| Newport West           | Paul Flynn      |       | Travailliste | 4 avril 2019    | Décès     | Ruth Jones                                                              |                                                                         | Travailliste                                                            |
| Peterborough           | Fiona Onasanya  |       | Indépendant  | 6 juin 2019     | Démission | Lisa Forbes                                                             |                                                                         | Travailliste                                                            |
| Brecon and Radnorshire | Chris Davies    |       | Conservateur | 1er août 2019   | Démission | Jane Dodds                                                              |                                                                         | LibDem                                                                  |
| Bassetlaw              | John Mann       |       | Travailliste | 28 octobre 2019 | Démission | Sièges vacants jusqu'au 12 décembre 2019 (date des élections générales) | Sièges vacants jusqu'au 12 décembre 2019 (date des élections générales) | Sièges vacants jusqu'au 12 décembre 2019 (date des élections générales) |
| Buckingham             | John Bercow     |       | Speaker      | 4 novembre 2019 | Démission | Sièges vacants jusqu'au 12 décembre 2019 (date des élections générales) | Sièges vacants jusqu'au 12 décembre 2019 (date des élections générales) | Sièges vacants jusqu'au 12 décembre 2019 (date des élections générales) |